# Понте ди Фонтанива (Падова)
Понте ди Фонтанива је насеље у Италији у округу Падова, региону Венето.
Према процени из 2011. у насељу је живело 84 становника. Насеље се налази на надморској висини од 43 м.